# Kilis
Kilis là một thành phố ở phía nam miền trung Thổ Nhĩ Kỳ trên biên giới với Syria và là tỉnh lỵ củ tỉnh Kilis. Nó thường được gắn liền với thành phố Kilisi, ghi nhận trong các văn bản Assyria. Thành phố có diện tích 575 km².
Đường biên giới với Syria Öncüpınar có chiều dài 5 km về phía nam còn thành phố Gaziantep có cự ly 60 km về phía bắc. Cho đến năm 1996, Kilis vẫn còn thuộc một huyện Gaziantep, được nâng thành một tỉnh bởi Tansu Çiller sau một cuộc bỏ phiếu năm 1995.
Kilis là một thành phố nhỏ có dáng dấp thôn quê, dân số năm 1927 là 20.000 người, 45.000 người năm 1970 và 85.000 người vào năm 1990. Sau đó dân số giảm dần vào những năm 1990 còn 70.000 dân vào năm 2000. (Dân số là 80.542 người vào năm năm 2009)